# شکارچی نازی

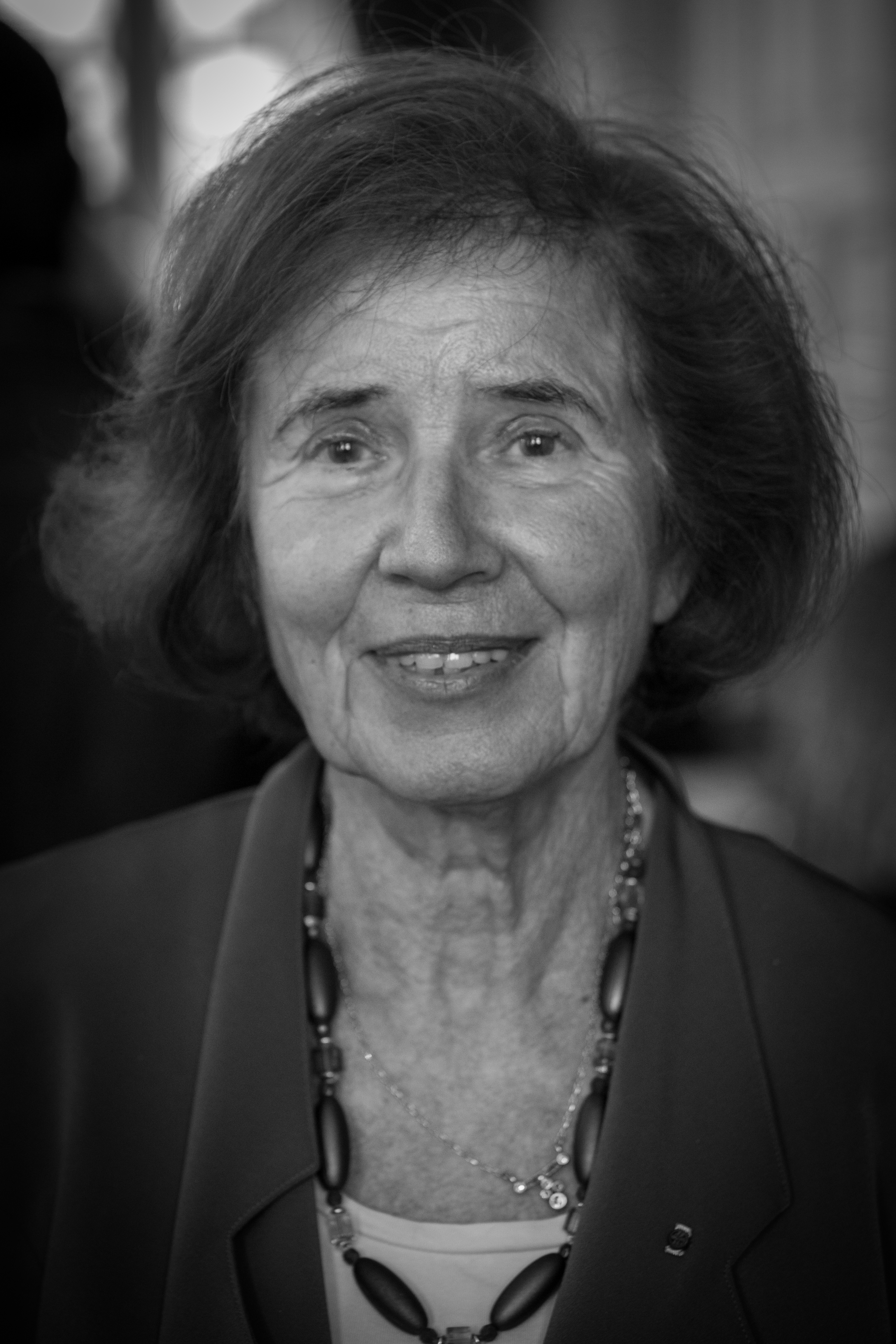
بیتی کلارزفلد از شکارچیان معروف نازی - ۲۰۱۵

شکارچی نازی اشخاص حقیقی هستند که افراد متهم به نازی بودن، اعضای سابق اس‌اس یا همدستان با نازی‌ها در هولوکاست را به دام انداخته و در خصوص آنان اطلاعات جمع‌آوری می‌کنند، معمولاً برای این که از آن‌ها در محاکمه بر اساس اتهامات جرایم جنگی و جرایم علیه بشریت استفاده شود. شکارچی‌های نازی معروف عبارتند از سیمون ویزنتال، توویا فریدمن، بیتی و سرژ کلارزفلد، و افریم زوراف.